# 菊池慎三

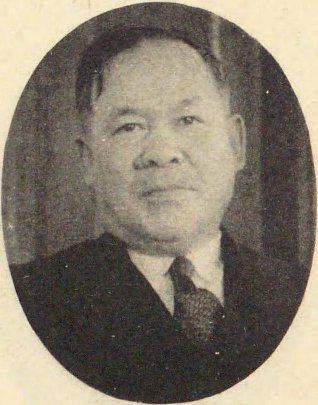
菊池慎三

菊池 慎三（きくち しんぞう、1887年（明治20年）11月30日 - 1943年（昭和18年）4月11日）は、日本の内務官僚、陸軍司政長官。官選秋田県知事、地方行政の専門家。

## 経歴
愛媛県西宇和郡二木生村（現・西予市）出身。同村長・菊池俊逸の長男として生まれた。小学校卒業後、独学で普通試験に合格。さらに1911年11月、文官高等試験行政科試験、同年12月、弁護士試験に合格。1912年4月、内務省に入省し内務属・大臣官房秘書課勤務となる。
以後、佐賀県理事官、静岡県理事官、軍需局書記官、国勢院書記官、拓殖局書記官・第二課長、内務省参事官、福井県警察部長、帝都復興院調査課長などを歴任。1921年5月から1922年4月まで欧米に出張した。
1929年7月、秋田県知事に就任。当時大幅な赤字であった県財政を立て直すため、経費の削減を進めた。1930年6月に知事を辞任し退官。その後、東京市助役、横浜市助役を歴任。1942年3月7日、第25軍軍政部付・セランゴール州長官に就任し、同月17日、陸軍司政長官に任じられた。1943年4月、シンガポールでの会議からの帰途に自動車事故で殉職した。

## 著作
- 『都市行政と地方自治』崇文堂出版部、1927年。
- 『都市計画と道路行政』崇文堂出版部、1928年。
- 『地方自治と東京市政』良書普及会、1928年。
- 『警察行政研究』松華堂書店、1929年。
- 『地方行政講話』崇文堂、1938年。